# Mughallis
Mughallis (arab. ‏مٌغلّس‎) – nieistniejąca już palestyńska wieś, która była położona w Dystrykcie Hebronu w Mandacie Palestyny. Wieś została wyludniona i zniszczona podczas I wojny izraelsko-arabskiej, po ataku Sił Obronnych Izraela w dniu 9 lipca 1948.

## Położenie
Mughallis leżała na pograniczu Szefeli z górami Judei. Według danych z 1945 do wsi należały ziemie o powierzchni 11 459 ha. We wsi mieszkało wówczas 540 osób.
| własność gruntów | powierzchnia gruntów (hektary) |
| ---------------- | ------------------------------ |
| Arabowie         | 11 286                         |
| Żydzi            | 0                              |
| publiczne        | 173                            |
| Razem            | 11 459                         |

| Rodzaj użytkowanych gruntów | Arabowie (hektary) | Żydzi (hektary) |
| --------------------------- | ------------------ | --------------- |
| drzewa oliwkowe             | 55                 | 0               |
| uprawy nawadniane           | 88                 | 0               |
| uprawy zbóż                 | 7277               | 0               |
| nieużytki                   | 4071               | 0               |
| zabudowane                  | 23                 | 0               |

## Historia
W 1596 Mughallis była niewielką wsią o populacji liczącej 424 osoby. Mieszkańcy utrzymywali się z upraw pszenicy i jęczmienia, oraz hodowli kóz i produkcji miodu.
W okresie panowania Brytyjczyków Mughallis rozwijała się jako niewielka wieś.
Podczas I wojny izraelsko-arabskiej w nocy z 8 na 9 lipca 1948 Siły Obronne Izraela rozpoczęły operację An-Far, podczas której Mughallis została zajęta i całkowicie wysiedlona. Wszystkie jej domy wyburzono

## Miejsce obecnie
Rejon wioski zajmuje moszaw Gefen.

Palestyński historyk Walid Chalidi tak opisał pozostałości wsi Mughallis:

Wszystkie domy zostały zrównane z ziemią, choć nadal można zobaczyć elementy budynków. Cała okolica jest pełna gruzu i śmieci. Miejsce jest ogrodzone. Pozostałości budynku po stronie wschodniej są otoczone kamiennymi znakami, które wcześniej wytyczały granicę przydomowego ogródka.